# Banka (Camerún)
Banka es un municipio del departamento de Haut-Nkam de la región del Oeste, Camerún. En noviembre de 2005 tenía una población censada de 25 290 habitantes.
Se encuentra ubicado cerca del río Noun, al norte de la ciudad más poblada del país, Duala.